# 奇跡の経済

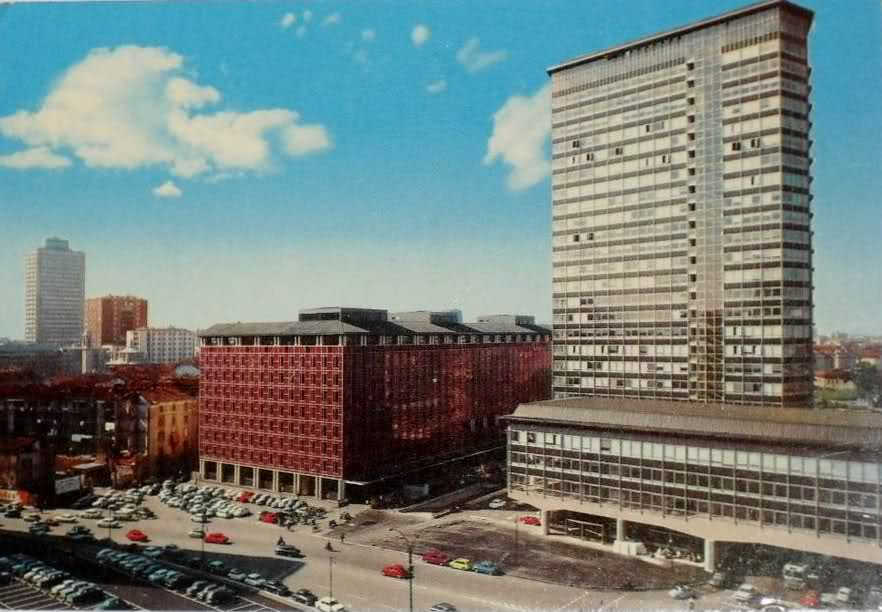
1960年代のミラノ市街地

奇跡の経済（英語：Italian economic miracle、イタリア語：Miracolo economico italiano）は、第2次世界大戦の戦後から1960年代後半、特に1958年から1963年のイタリアの高度経済発展を指す言葉である。この言葉はイタリア史の中でも、貧困で主に農業中心の国からグローバルな工業経済力へと成長した経済と社会の発展を指すのみならず、イタリア文化や社会の重大な時代を指している。歴史家の一人によると、「1970年代末までには、社会も全体的に安全になり、人口の大部分にとって物質的な生活水準もはるかに向上した」とされる。

## 歴史

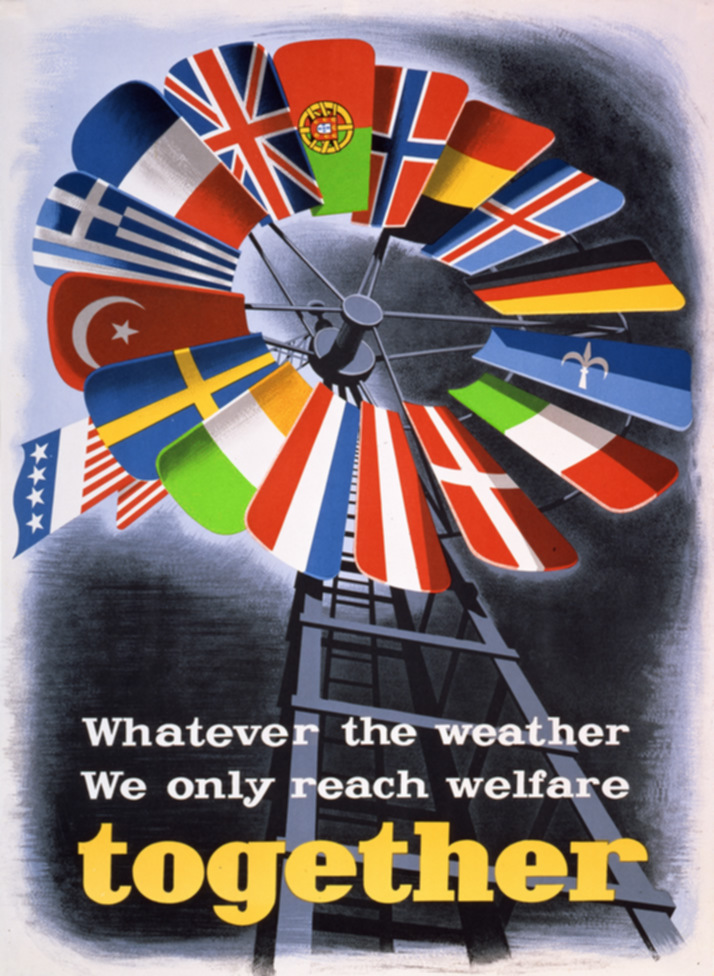
欧州でのマーシャル・プランを訴求するポスター

第2次世界大戦後、イタリアは廃墟となり外国軍に占領されたことで、社会状況は長期的に他の先進欧州諸国と比較し格差が拡大していた。しかしながら冷戦下の新しい地政学的論理により、かつて敵国だったイタリアは西欧と地中海諸国の要に当たり、「鉄のカーテン」から比較的近く、強力な共産党の存在する脆弱な民主主義国イタリアは、アメリカ合衆国にとって重要な自由主義陣営の一員であり、そのためマーシャル・プランによる寛大な恩恵（1948年-1952年に約15億ドル）を受けた国でもある。マーシャル・プランの終了で復興の終焉が危惧されたがちょうど朝鮮戦争が勃発し金属・機械工業製品の需要が高まり、イタリアでのあらゆる産業成長への継続的な刺激となった。加えて、1957年の欧州経済共同体創設により、イタリアも創設国の一国として投資増加や輸出振興にも繋がった。

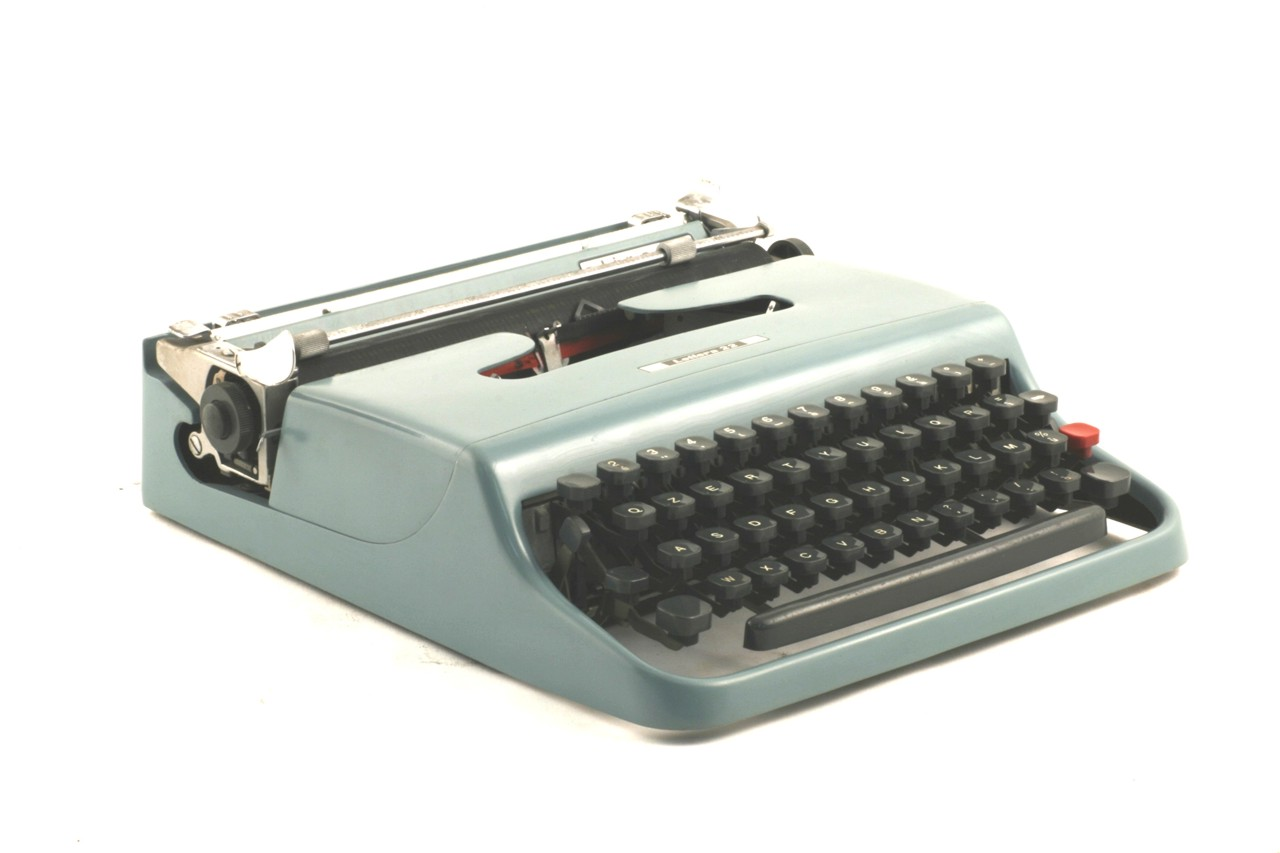
オリベッティのタイプライター、Lettera 22

このような歴史的な好条件と、優秀で比較的安価な労働力の豊富さが著しい経済成長の背景となった。この高度経済成長は1969年-1970年に大規模ストライキと社会不安が起こった「熱い秋（イタリア語：Autunno caldo）」とその後の1973年「第1次オイルショック」まで継続し、その後は戦後高度成長期の成長率に戻ることはなかった。イタリア経済はGDP平均成長率が1951年から1963年の間は5.8%、1964年から1973年の間は5.0%を記録している。イタリアの成長率は欧州では西ドイツに僅差で次ぐ程であり、OECD内では日本だけがそれを超える記録であった。1963年にアメリカ合衆国大統領ジョン・F・ケネディがアントニオ・セーニイタリア大統領とのローマでの会食の席で、イタリアの驚異的な経済成長を賞賛した。

## 社会と文化

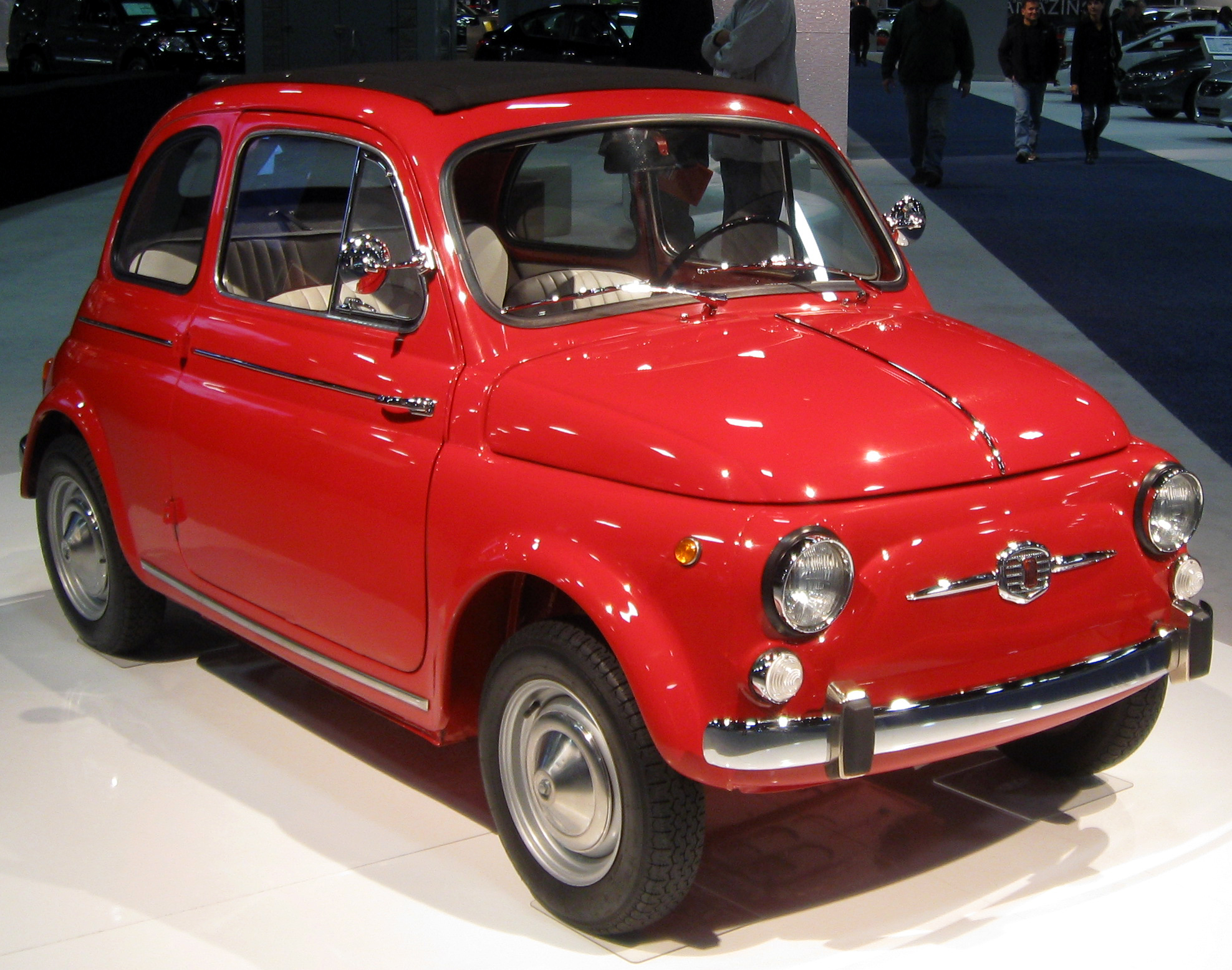
1957年に発売されたフィアット・500：イタリアの経済成長の象徴とされる

イタリア社会に対する奇跡的な経済成長の影響は甚大であった。急速な経済拡大は貧しい南部イタリアから工業化の進展する北部イタリア都市部への移住を促進した。移住はミラノ、トリノの主要工業都市と貿易港ジェノバを結ぶ「工業の三角形」と呼ばれる工業地帯に集中した。1955年から1971年の間に約900万人がイタリア国内での移住をしたとされ、都市コミュニティーを大きく変革し大規模な都市居住地域を生み出した。
経済と社会の近代化により新しい交通手段とエネルギーインフラが必要となった。たくさんの鉄道路線と高速道路が主要都市間を結び、ダムと水力発電所が全国に建設されたが、しばしば地質環境に無理が生じることもあった。民主主義の進展と国内移住者急増による不動産市場にとって都市地域の爆発的拡大が起こった。低所得者向け住宅や公営住宅が多くの都市の郊外に建設され、その後大都市の渋滞、荒廃、都市暴力などの深刻な問題に繋がった。自然環境も絶えず規制のない工業発展により、1980年代に環境問題が注目されるまでは、広範囲の大気と水質汚染や、バイオントダム災害やセベソ事故の様な生態系破壊による災害が発生した。
同時に、イタリアのGDPが1950年から1962年に倍増したことにより、イタリアの社会が20世紀前半に取り残されていた地域や階層にも経済発展の恩恵が行き渡り、自動車、テレビ、洗濯機など大量生産による安価で高品質な様々な消費者向け商品が人気となった。1951年から1971年には1人当たり実質国民所得は3倍となり、消費様式と生活水準の著しい向上につながった。例えば1955年には家電の普及率は冷蔵庫で3%、洗濯機で1%だったが、1975年にはそれぞれ、94%、76%となった。また66%の家庭で自動車を所有することとなった。1954年に国営テレビ放送RAIが放送を開始した。

## 批評
この時期の経済発展の影響で、イタリア社会でマスメディアと消費主義が広範囲に浸透したことが、ピエル・パオロ・パゾリーニやルチアーノ・ビアンチャルディなどの知識人によって、高度成長は「卑怯にも人々に無意識に忍び寄る文化的荒廃である」としばしば厳しい批判の的となる。ディーノ・リージ監督の『追い越し野郎』（1962年）や『怪物たち』（1963年）、ヴィットリオ・デ・シーカ監督の『イル・ブーム』（1963年）、エットーレ・スコラ監督の『あんなに愛しあったのに』（1974年）などの人気映画は高度成長期の利己中心主義と非道徳を題材としている。